# Paroy-sur-Saulx
Paroy-sur-Saulx település Franciaországban, Haute-Marne megyében. Lakosainak száma 44 fő (2022. január 1.). Paroy-sur-Saulx Effincourt, Osne-le-Val és Montiers-sur-Saulx községekkel határos.

## Népesség
A település népességének változása:
| Lakosok száma | 40   | 47   | 49   | 45   | 47   | 47   | 47   | 46   | 45   | 44   |
|               | 1968 | 1982 | 1990 | 2006 | 2013 | 2015 | 2017 | 2019 | 2020 | 2022 |